# Bertrand de Billy
Pour les articles homonymes, voir André Billy et de Billy.
Bertrand de Billy, né à Paris le 11 janvier 1965, est un chef d'orchestre franco-suisse.

## Biographie
Né en 1965 à Paris où il fait ses études musicales, il est d'abord musicien d'orchestre, altiste, puis s'oriente vers la direction d'orchestre,. Il est de 1993 à 1995 1er chef et directeur musical adjoint du Anhaltisches Theatre de Dessau, puis occupe cette même fonction de 1996 à 1998 au Volksoper de Vienne. Il est ensuite directeur musical du grand théâtre du Liceu à Barcelone de 1999 à 2004, puis directeur musical de l'Orchestre symphonique de la radio de Vienne (ou RSO Wien), orchestre de la Radio-Télévision viennoise de 2002 à 2010.
Dès le début de sa carrière, il dirige dans les opéras d'états de Vienne, Berlin, Hamburg et Munich, au Royal Opera House Covent Garden à Londres, au théâtre de la Monnaie à Bruxelles, à l'opéra national de Paris ainsi entre autres qu'aux opéras de Washington et Los Angeles. Il est depuis 1997 invité régulier du Metropolitan opera de New York et depuis 2002 du festival de Salzbourg. Il dirige mondialement les orchestres les plus prestigieux parmi lesquels peuvent être cités l'orchestre de Cleveland, le Symphonieorchester des Bayerischen Rundfunk, la Staatskapelle de Dresde, l'Orchestre de Paris, l'Orchestre national de Radio-France, le Wiener Sinfoniker, le Museums Orchestra de Francfort, l'orchestre philharmonique de Hambourg, the RSB de Berlin, le Konzerthaus de Berlin, l'orchestre philharmonique de Dresde ainsi que beaucoup d'autres.
Le répertoire de prédilection de Bertrand de Billy s'étend de Bach à de nombreuses créations mondiales de musique contemporaine.
Il entretient une relation privilégiée avec plusieurs institutions musicales et orchestres de l'une des capitales de la musique en Europe, Vienne, comme le Theater an der Wien, le Musikverein et le Konzerthaus de Vienne, ainsi que les opéras d'État de Vienne, Munich, l'opéra de Francfort, le Metropolitan Opéra de New York, Le royal opera House Covent-Garden de Londres...
Il a enregistré de très nombreux CD et DVD : avec le RSO Wien un cycle Mozart/Da Ponte salué par la critique, Tiefland d'Eugène d'Albert et Ariane et Barbe-Bleue de Dukas, Tiefland d'Eugène d'Albert, 1 CD et 1 DVD triple avec des extraits de Tristan et Isolde de Wagner, ainsi qu'un nombre important d'œuvres symphoniques, allant de Haydn à la musique contemporaine, une intégrale des symphonies de Beethoven, etc.
On retiendra aussi le premier enregistrement intégral du Don Carlos de Verdi dans la version en 5 actes au Staatsoper de Vienne (CD et DVD), La Bohème avec Netrebko and Villazon (film + CD), Hamlet d'Ambroise Thomas et Pelléas et Mélisande de Debussy (DVD, tous les deux avec Natalie Dessay), les Dialogues des Carmélites de Poulenc (CD), Faust de Gounod (CD), Lucrezia Borgia de Donizetti (DVD avec E. Gruberova), 2 DVD du Don Giovanni de Mozart (Barcelone et festival de Salzbourg avec l'Orchestre philharmonique de Vienne), Cendrillon de Massenet au Covent Garden de Londres (DVD), Tristan et Isolde et la Tétralogie complète de Wagner (DVD, Barcelona).
Il remporte en 2009 le prix Wiener Flötenuhr du Mozart Gemeinde Wien, qui récompense les enregistrements remarquables d'œuvres de Mozart pour l'enregistrement avec le CD des 3 opéras Da Ponte de Mozart avec son orchestre symphonique de la radio autrichienne : Così fan tutte, Les Noces de Figaro, Don Giovanni.

## Décorations

### France
Le 14 novembre 2005, Bertrand de Billy est nommé au grade de chevalier dans l'ordre national du Mérite au titre de « chef d'orchestre ; 20 ans d'activités artistiques et de services militaires »
Le 13 juillet 2010, il est nommé au grade de chevalier dans l'ordre national de la Légion d'honneur au titre de « chef de l'orchestre radio symphonique de Vienne et opéra de Vienne (Autriche) ; 26 ans d'activités professionnelles et de services militaires » puis fait chevalier le 12 avril 2013. Il est promu au grade d'officier le 11 juillet 2025 au titre de « chef d'orchestre ».
Il est chevalier de l'ordre des Arts et des Lettres.

### Autriche
- Goldene Ehrenzeichen für Verdienst um die Republik Österreich, équivalent autrichien de chevalier de la Légion d'honneur française.

### Discographie
- CD symphonique : https://debilly.com/cd-recordings/
- CD Opéra : https://debilly.com/cd-opera-works/
- DVD : https://debilly.com/dvd-blue-ray-releases/